# Білошиєць
Білошиєць або гуска білошия (Anser canagicus) — вид гусеподібних птахів.

## Поширення
Гніздовий ареал виду обмежений узбережжям Берингового моря. Птах розмножується в арктичній і субарктичній Алясці та на крайньому північно-східному узбережжі Росії, і зимує в основному вздовж незамерзаючого узбережжя Алеутських островів і, в меншій кількості, вздовж півострова Аляска. Іноді, як бродяга, залітає до Канади, а в деякі роки на південь, аж до Каліфорнії.
Птах гніздиться на прибережних солончакових болотах із впливом припливів; під час міграції та взимку він зазвичай мешкає в припливно-відливній зоні.

## Опис
У цього гусака темно-сіре тіло, злегка обмежене тонкими смугами, а також білі голова та задня частина шиї, часто забарвлені в помаранчевий колір у багатій на залізо воді. На відміну від блакитного підвиду білих гусей, білий колір не простягається вниз по передній частині шиї. Статі схожі, але у незрілих голова такого ж кольору, як і тіло.

## Спосіб життя
Цей вид менш зграйний, ніж більшість гусей, зазвичай живуть сімейними групами. Гніздиться в прибережній тундрі, відкладаючи в гніздо на землі по 3-7 яєць. Раціон складається в основному з прибережних трав та інших рослин.